# Constantino Vaporaki
Constantino Guillermo "Kiki" Vaporaki Tello (Ushuaia, Tierra del Fuego, 6 de enero de 1990) es un jugador de futsal argentino. Su posición es Ala derecho ofensivo y desde junio de 2021 forma parte del equipo Meta Catania Calcio a 5 de Italia.  
Es campeón del Mundo de Futsal FIFA – Colombia 2016 y subcampeón de Lituania 2021 con la Selección Argentina.
Es cofundador del Club Social y Deportivo VK Asociación Civil. 
Fue distinguido con el Premio Alumni como jugador destacado de futsal en 2016.

## Biografía
Nació el 6 de enero de 1990 en Ushuaia, Provincia de Tierra del Fuego, Argentina. Sus padres son Constantino Ramón Vaporaki y Marcela Adelma Tello, ambos originarios de la provincia de La Rioja. Es el menor de tres hermanos, el mayor, Walter Vaporaki, quien incursionó en futsal y fútbol 11; y el del medio, Alamiro Vaporaki, con quien comparte la Copa de Mundo de Futsal.
Cuando terminó el secundario en el Colegio Provincial José Martí, en donde fue abanderado, se mudó a la Ciudad Autónoma de Buenos Aires para estudiar la Carrera de Contador Público en la Universidad de Buenos Aires (UBA), de la que aún adeuda materias para recibirse. 
A fines del 2017 abrió la academia de futsal Vaporaki junto con su hermano Alamiro. En 2020 la academia pasó a llamarse formalmente Club Social y Deportivo VK Asociación Civil.

## Carrera deportiva
Inició su carrera en el Club Los Andes, que fue fundado por su padre llevado adelante por su fanatismo por el fútbol 11. El club debió incorporar tempranamente el futsal, deporte que por su característica indoor, se practica mucho en zonas con climas extremos. A sus 4 años, Kiki comenzó a practicar el futsal en la posición de arquero, pero prontamente pasó a ocupar el resto de la cancha y a sus 13 años ya competía en la primera división en el campeonato de la CAFS.  
A los 16 años jugó su primer Torneo Nacional de Selecciones de la CAFS y al siguiente año la Liga de Honor, en donde compiten los mejores equipos de cada provincia, considerado el torneo más importante de la Confederación. 
Ante el avance del Futsal en el ámbito de la  Asociación del Fútbol Argentino (AFA), que fue impulsado por la misma FIFA, recibió una propuesta del Club Atlético Boca Juniors, de la mano de Cristian Meloni, que coincidió con su necesidad de mudarse a Buenos Aires para continuar con sus estudios. Allí, sus hermanos que ya tenían carrera en el futsal y en fútbol de Argentinos Juniors, se convirtieron en una gran contención. En el 2008 finalmente ingresó a Boca Juniors pero debió esperar unos meses hasta recuperarse de una lesión para debutar en la Primera División. 
En el 2009 recibió su primera convocatoria para entrenar en la selección Sub-20 pero quedó afuera del Sudamericano Sub-20 de Futsal 2010 que se disputó en Colombia por una lesión.  
En el 2010 pasó a formar parte del equipo de América del Sud, en donde jugó hasta el 2012, consagrándose subcampeón del Torneo y jugador más destacado del campeonato. También recibió su primera convocatoria oficial para la selección mayor de la mano de Fernando Larrañaga, para jugar un cuadrangular en Brasil, dentro de los preparativos para el Mundial de Futsal de Tailandia 2012.    
En el 2013 regresó a Boca Juniors en donde se consagró campeón del Torneo Apertura, Clausura y también del Torneo Nacional. Estos títulos le dieron el pase a la Copa Libertadores de Futsal 2014 en donde compitió en la final contra el Atlántico Erechim, de Brasil. Finalmente el equipo argentino quedó en segundo puesto. Ese mismo año, Vaporaki ganó nuevamente el Torneo Apertura de AFA.    
Aceptó la propuesta de jugar en España y se fue a disputar la temporada 2014/2015 en el CFS Jumilla Montesinos. Luego pasó al Peñíscola de Castellón, alcanzando la instancias de playoff y sufriendo la derrota final ante el Inter. Luego regresó a Argentina y se reincorporó al plantel de Boca Juniors.   
Su carrera en la Selección continuó de la mano de Diego Giustozzi, quien asumió en el 2013, luego de la renuncia de Larrañaga. En el 2014, Kiki integró la selección que compitió en los Juegos Odesur de Chile (subcampeón), en la Futsal Continental Cup en Kuwait en el 2014 (campeón), y en la Copa de las Naciones (campeón).
Al año siguiente salió Campeón de la Copa América (Ecuador, 2015), certamen que tuvo que abandonar a la mitad producto de la rotura de 4 dedos de su mano derecha. También se consagró Campeón del Torneo Nacional AFA con Boca Juniors. 
El 2016 comenzó con el subcampeonato de las Eliminatorias y  lo coronó con la medalla dorada como Campeón Mundial FIFA - Colombia, 2016 Archivado el 27 de octubre de 2020 en Wayback Machine. junto a la Selección que rompió la alternancia entre Brasil y España en este certamen.    
En el 2017 fue invitado a participar del Al Roudan Tournament en Kuwait. y ganó el Torneo Nacional de Futsal (Boca Juniors). El año siguiente salió campeón de la Supercopa.
En 2019 participó en la Copa Intercontinental de Fútbol Sala como parte del equipo de Boca Juniors que quedó en segundo puesto, luego de perder la final por penales frente al Magnus Futsal, dejando nuevamente al futsal argentino en lo más alto del ranking mundial.
Formó parte del equipo que compitió en las Eliminatorias Sudamericanas de Futsal 2020, en donde se consagró como campeón sudamericano (CONMEBOL) con la Selección Argentina de Futsal, luego de ganar en Brasil al equipo local por 3 tantos contra 1. A fin de año se consagró Campeón del Torneo Transición 2020.
En junio de 2021 anunció su retiro del Club Atlético Boca Juniors y su pase a la liga italiana en el Meta Catania Calcio a 5.
Entre el 12 de septiembre y el 2 de octubre de 2021, en Lituania, se llevó a cabo el noveno Mundial de Futsal. Como parte de la Selección Argentina jugó su segunda final obtuvo el subcampeonato.
En febrero de 2022, obtuvo una nueva medalla dorada cuando se coronó Campeón de la CONMEBOL Copa América Futsal 2022 con la Selección Argentina.